# Фримартинизъм
Фримартинизъм (нарича се още и Лъжлив хермафродитизъм) е състояние на недоразвитие на половата система на женското животно, родено като разнополов близнак. Представлява един от факторите причиняващ вроденото безплодие при животните. Характеризира се с маскулинизация на поведението и промяна на функцията на яйчниците. В генетично отношение и външно животното е от женски пол, но то бива стерилизирано в утробата от хормоните, отделени при развитието на мъжкия близнак. Така женските индивиди (наречени Фримартини) остават безплодни, частично интерсексуални.
Фримартинизмът се среща при всички бозайници, но най-често се проявява при селскостопанските животни и е резултат най-вече от близкородствено кръстосване. Сред селскостопанските животни е често проявление при говедата и козите и по-рядко при овцете и свинете.

## Исторически сведения
През 18 век изследователят Джон Хънтър открива, че фримартини се раждат със случаите, когато близнакът е от мъжки пол.
През 20 век се развива хипотезата, че факторите определящи маскулинизацията при женския близнак преминават при бременност в резултат на анастомози между кръвоносните съдове в плацентата.
Последващи изследвания установяват, че раждането на фримартини се дължи на анастомози в кръвоносните съдове между плодните обвивки на близнаците по време на бременност. Резултатите от изследванията са публикувани за пръв път през 1916 г. от Tandler and Keller. Независимо от това проучване през същата година американския биолог Frank R. Lillie публикува своето откритие, което съвпада с това на предходните изследователи. И двете публикации днес се приемат за откривателски.

## Механизъм
Най-характерен е механизмът на създаването на фримартини при говедата. Независимо дали близнаците се развиват в двата или в единия рог на матката, плодните обвивки нарастват и достигат една до друга. На мястото на допиране не се образуват въси върху алантохориона, а при около 90% от случаите алантохорионите се срастват истински. При това се образуват връзки (анастомози) между техните кръвоносни съдове. Освен алантохорионите при близнаците в утробата е възможно да сраснат и алантоисите. Образуваните анастомози между плодните обвивки на близнаците позволява между тях да се извършва обмяна на кръв, а от там и всички вещества в нея – хормони, белтъци, въглехидрати, антитела. В случаите, когато двата близнака са разнополови половата система при мъжките ембрионално се развива по-бързо и същевременно отделя по-рано мъжки полови хормони. Така се потиска ембрионалното развитие на женската полова система и женските телета се раждат с недоразвита полова система.
При овцете и козите също се наблюдава срастване между алантохорионите, но анастомозите, които се образуват са по-тесни. Това е и причината фримартини да се срещат по-рядко при тези два вида като по-честите случаи на близнене при козите е причина фримартини сред яретата да се наблюдават по-често.
Свинете са многоплодни животни и нормалното развитие на 5 до 12 – 14 прасенца при бременност е често срещано. Установено е обаче, че анастомозите на кръвоносните съдове между алантохорионите са рядко явление и връзката между тях е тясна. Не се наблюдават и случаи на свързване на алантоисите. Това е и причината при свинете фримартини да се наблюдава рядко.
При еднокопитните (коне и магарета) износването на близнаци е изключителна рядкост, а плодовете се развиват в отделни рога на матката. При разрастването на плодните обвивки се допират само в областта на маточното тяло. При всички случаи обаче не се наблюдава срастване на алантохорионите, а от там и не се образуват анастомози между кръвоносните съдове. Това е и причината фримартини да не се раждат при еднокопитните животни.
Поради особености на матката и плацентата при човека и приматите при многоплодна бременност не се наблюдава срастване на алатнохорионите и образуване на анастомози. Това е и причина фримартини да не се наблюдават при човека и приматите.

## Признаци и диагноза
При настъпване на половата зрялост при животни с подобно увреждане се установява, че външните женски полови органи са непълно развити. Срещат се следните варианти:
- Външно животните изглеждат нормално, но не се разгонват въпреки напредналата възраст. Възможно е клиторът да е силно развит. Те са добре охранени, космената покривка е блестяща, но остават безплодни. В първия случай най-важния признак е че влагалището е много късо, под 5 cm при козата.

- Във втория случай влагалището е добре развито, но липсва матка. Най-често яйчниците са недоразвити. При ценните животни за диагностициране на това състояние може да се използва лапароскопията. Ако единият от яйчниците функционира като мъжка полова жлеза, тогава клитора е много голям и се показва от външния полов орган.

При говедото около 95% от случаите на фримартинизъм се наблюдава безплодие.